# Kruseduller
Kruseduller er en dansk dokumentarfilm fra 1969 instrueret af Ib Steinaa efter eget manuskript.

## Handling
Telefonen ringer - den ene part drukner den anden i kaskader af ord - den anden kan bare lytte tålmodigt og opgivende - og så i øvrigt tegne kruseduller på det ikke mindre tålmodige papir foran sig.